# Stadio olimpico Pedro Ludovico Teixeira
Lo stadio olimpico Pedro Ludovico Teixeira (in portoghese Estádio Olímpico Pedro Ludovico Teixeira) è uno stadio della città di Goiânia (Goiás, Brasile). Fin dalla sua inaugurazione nel 1941, è l'impianto di casa del Goiânia.
Con una capacità di 13 500 posti, è stato tra gli impianti che hanno ospitato il mondiale U-17 2019, mentre nel 2021 ha ospitato alcune gare della Copa América, originariamente prevista in Argentina e Colombia,  e successivamente spostata in Brasile.

## Storia
I lavori di costruzione dello stadio iniziarono nel 1940 e si conclusero dopo un anno. Lo stadio prende il nome di Pedro Ludovico Teixeira, fondatore della capitale del Goiás e benefattore del club di casa, conosciuto all'epoca della fondazione come il club dei dipendenti pubblici.
Nel 1987 la città di Goiânia fu protagonista di un grave incidente nucleare a seguito di una contaminazione da cesio-137. In un primo momento lo stadio olimpico fu utilizzato come centro di accoglienza per le persone sfollate, successivamente invece viene impiegato per allestire un centro medico in cui effettuare i necessari controlli sulla popolazione.
Nell'estate 2006 l'impianto fu chiuso al pubblico per iniziare i lavori di ristrutturazione, conclusi solo 10 anni dopo a causa di alcune controversie giudiziarie.

## Incontri internazionali

### Copa América 2021
| Data           | Squadra #1 | Risultato | Squadra #2 | Fase             | Spettatori |
| -------------- | ---------- | --------- | ---------- | ---------------- | ---------- |
| 14 giugno 2021 | Paraguay   | 3-1       | Bolivia    | Fase a gironi    | 0          |
| 17 giugno 2021 | Colombia   | 0-0       | Venezuela  | Fase a gironi    | 0          |
| 20 giugno 2021 | Colombia   | 1-2       | Perù       | Fase a gironi    | 0          |
| 23 giugno 2021 | Ecuador    | 2-2       | Perù       | Fase a gironi    | 0          |
| 27 giugno 2021 | Brasile    | 1-1       | Ecuador    | Fase a gironi    | 0          |
| 2 luglio 2021  | Perù       | 4-3 dcr   | Paraguay   | Quarti di finale | 0          |
| 3 luglio 2021  | Argentina  | 3-0       | Ecuador    | Quarti di finale | 0          |